# Il figlio dell'altra
(Joseph)
Il figlio dell'altra (Le Fils de l'autre) è un film del 2012 diretto da Lorraine Lévy.
Uscito in Francia il 4 aprile 2012, è stato distribuito in Italia da Teodora Film il 14 marzo 2013 .

## Trama
Joseph Silberg è un ragazzo palestinese nel sangue (ma mantenuto da genitori israeliani) che vive a Tel Aviv con suo padre colonnello dell'aeronautica israeliana e sua madre medico per un ospedale della città. Durante la visita militare si scopre che il gruppo sanguigno di Joseph non è compatibile con quello dei suoi genitori.
L'analisi del DNA prova definitivamente che il giovane è stato scambiato alla nascita con Yacine Al Bezaaz, che vive in Palestina nei territori occupati della Cisgiordania. Joseph e Yacine sono quindi sconvolti e confusi per tale scoperta che getta nel panico le due famiglie, culturalmente molto distanti, che proveranno ad avvicinarsi ma le "questioni politiche" superano la buona volontà, e i due padri finiscono per scontrarsi per la guerra che divide entrambi i loro popoli.
I due ragazzi si incontrano e si chiedono come cambierà per lo scambio d'identità il loro destino. Dopo un primo periodo, i loro incontri si fanno più frequenti e i due giovani iniziano a conoscere l'uno la famiglia dell'altro incominciando a superare le loro differenze.